# 米卡爾維灣

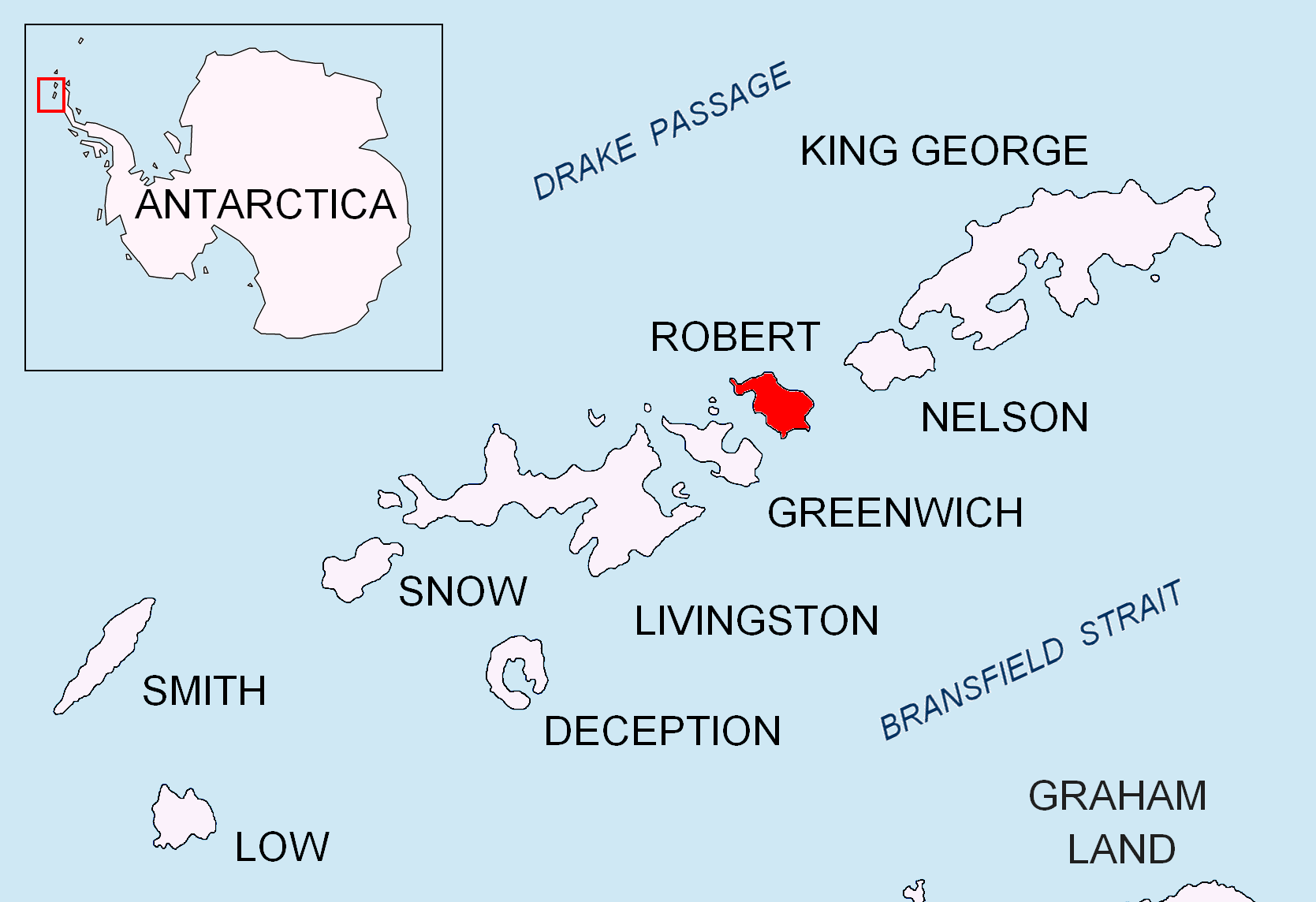

米卡爾維灣（英語：Micalvi Cove），是南極洲的海灣，位於南設得蘭群島的羅伯特島西南岸，處於凱爾門半島西北部，長1.35公里、寬1.9公里，入口處在愛德華茲角和扎哈里角之間，現時由南極條約體系管理。